# أندوني إليزوندو
أندوني إليزوندو (بالإسبانية: Andoni Elizondo)‏ هو لاعب كرة قدم ومدرب كرة قدم إسباني في مركز الدفاع، ولد في 5 أغسطس 1932 في سان سيباستيان في إسبانيا، وتوفي بنفس المكان في 23 فبراير 1986. لعب مع ريال سوسيداد.